# چمران (ساوه)
چمران روستایی است از توابع بخش نوبران شهرستان ساوه در استان مرکزی ایران.

## جمعیت
این روستا در دهستان آق‌کهریز قرار دارد و براساس سرشماری مرکز آمار ایران در سال ۱۳۸۵، جمعیت آن ۳۷۳ نفر (۱۲۱ خانوار) است. اهالی این روستا به زبان ترکی آذربایجانی تکلم می‌کنند و شیعه‌مذهب‌اند.